# Саут Шор (Кентаки)
Саут Шор (енгл. South Shore) град је у америчкој савезној држави Кентаки.

## Демографија
По попису из 2010. године број становника је 1.122, што је 104 (-8,5%) становника мање него 2000. године.
| Група             | 2000.         | 2010.         |
| Белци             | 1.196 (97,6%) | 1.072 (95,5%) |
| Афроамериканци    | 2 (0,2%)      | 7 (0,6%)      |
| Азијати           | 1 (0,1%)      | 2 (0,2%)      |
| Хиспаноамериканци | 3 (0,2%)      | 10 (0,9%)     |
| Укупно            | 1.226         | 1.122         |